# 弘法も筆の誤り
弘法も筆の誤り（こうぼうもふでのあやまり）は、平安時代の日本からのことわざ。

## 概要
その道に長じたような人であっても、その道において失敗をすることもあるということを意味する。

### 歴史
弘法にも筆の誤りの弘法とは空海のことである。空海とは天皇と共に三筆と呼ばれる書の名人であった。そのような空海が応天門の扁額を揮毫して、掲げられた應の文字には点が1つ欠けていることに気が付いた。それから空海は下から筆を投げつけて点を打ったという伝説が今昔物語集などで語られている。空海は平安時代の人間なのであるが、弘法も筆の誤りということわざが最初に使われるようになったのは江戸時代中期である。このように伝説とことわざの初出で時代に隔たりがあるのは、伝説では空海は筆を誤って点を欠いたのではなく、なぜか剥落したかわざと欠けさせていたとされており、それから空海は超能力で点を補っていたというようなことが語られていたためである。それから900年ほど後の時代である江戸時代中期に弘法も筆の誤りということわざが使われだして、はじめて空海は筆を誤っていたと認識されるようになった。
空海が筆を投げつけて点を打った際には、周りにいた人々は拍手喝采して感動した。空海は書のみならず、あらゆる分野において秀でた人物であったとされている。この伝説は、どんな名人でも間違いをすることがあるのみでなく、失敗をしてしまったことに対する処理の大切さを伝える逸話でもあった。